# Streptocarpus huamboensis
Streptocarpus huamboensis là một loài thực vật có hoa trong họ Tai voi. Loài này được Hilliard & B.L.Burtt miêu tả khoa học đầu tiên năm 1999.